# Јужночешки регион (1960—2020)
Јужночешки регион био је један од седам чешких региона који је функционисао у периоду од 1960 до 2020. године, према Закону о територијалној подели државе. Основан је 11. априла 1960. године Седиште региона био је законом прописани град Чешке Будјејовице . Регон се простирао на површини од преко 11 000 km² и имао је преко 700.000 становника. Јужночешки регион је престао да постоји 1. јануара 2021. у складу са новим Законом о територијалној административној подели Републике Чехословачке.

## Основне информације
Регија је дефинисана територијом осам округа:  
1. Округ Чешке Будјејовице - средиште Чешке Будјејовице,
2. Округ Чешки Крумлов - средиште Чешки Крумлов.
3. Округ Јиндрихув Храдец - средиште Јиндрихув Храдец,
4. Округ Пелхримов,
5. Округ Писек - средиште Писек,
6. Округ Прахатице - средиште Прахатице,
7. Округ Стракоњице - средиште Стракоњице,
8. Округ Табор - средиште Табор,

Сви окрузи у овом територијалном региона су део територије а не територијалне самоуправе јединице са истим именом основане 2000. године, под називом Будејовички регион до 30. маја 2001. године, са изузетком округа Пелхримов који је део самоуправног регион Височина (до 30. маја 2001. регион Јихлава).
Површина региона од 11.348 km² представља 12,8% површине државе. Регија имала 714.359 (2019) становника, што резултује најнижом густином насељености у Чешкој од само 64,03 становника по км².
Јужночешки крај као виша територијална самоуправна јединица Чешке Републике основана је 2000. године. До маја 2001. године звала се Будејовички регион . Регистарске таблице регистроване у јужночешком региону су означене словом Ц.

## Историјат управне поделе
Подела на крајеве постојала је у чешким земљама још у средњем веку. У новије доба региони су успостављени одмах по осамостаљењу Чехословачке 1919. године и ова управна подела државе се задржала до после Другог светског рата.
После пада комунизма и стварања независне Чешке Републике указала се потреба за успостављањем више нових управних јединица. Тада је земља поново подељена на крајеве. Занимљиво је и то да је истоветно и Словачка Република тада подељена на крајеве.
Према старијој подели, из 1960. године (још из времена Чехословачке, која је обухватала и Словачку Републику), на подручју данашње Чешке Републике образовано је 7 административних региона (плус осми, који чини главни град Праг):
|                            |                   |               |
| 7 административних региона |                   | седиште краја |
|                            |                   |               |
| Средњочешки регион         | Праг              |               |
| Јужночешки регион          | Чешке Будјејовице |               |
| Западночешки регион        | Плзењ             |               |
| Северночешки регион        | Усти на Лаби      |               |
| Источночешки регион        | Храдец Кралове    |               |
| Јужноморавски регион       | Брно              |               |
| Северноморавски регион     | Острава           |               |
|                            |                   |               |

Њихов број и величина су се неколико пута мењали током друге половине 20. и с почетка 21. века.

## Географија
Поред јужне Чешке, регион је обухватао и мали део југозападне Моравске са градовима Дачице и Славоњице . Јужночешки регион се граничио, на:
- западу са Западночешком регијом,
- северу са Централном бохемијом,
- североистоку са Источном Чешком
- истоку са Јужноморавском регијом,
- југоистоку са аустријском савезном државом Доња Аустрија,
- југу са аустријском савезном државом Горња Аустрија,
- југозападу са немачком савезном државом Слободна покрајина Баварска .

Највиша тачка региона је врх планине Плецхы (1.378 м), а најнижа ниво бране Орлицка (350 м). Просечна надморска висина је 400-600 м.

### Реке
Десет најдужих река у регији Јужночешком региону су:
- Влтава 430,2 км
- Лужнице 153 км (у ЦР, ЈЧ)
- Отава 113 км
- Бланице 93,3 км
- Малше 89,5 км (у Чешкој)
- Нежарка 56,2 km
- Ломнице 59,5 км
- Плафон 54 км
- Скалице 52,5 км
- Волинка 49,1 km

### Водене акумулације
У Јужночешкој регији има укупно 11 акумулација. Најважнија од њих је акумулација Липно, који је уједно и туристичка атракција.
На Влтави
- Липно на Влтави
- Јуна II
- Хњевковице
- Коренско (протеже се до Лужнице)
- Орлик

На осталим рекама
- Римов (Малше)
- Хусинец (Бланице)
- Ландштејн (Пструховец)
- Јордан (Кошинскы поток)
- Собенов (црна)
- Хуменице (Стропнице)

### Рибњаци
У Јужночешкој регији има много бара, које такође спадају у заштићена подручја (попут језера Жаежабинец).
Међу десет највећих рибњака у Јужночешкој регији по воденом подручју спадају:
- Росенберг 489 ха
- Хорусицкы рибњак 416 ха
- Бездрев 394 ха
- Двориште 337 ха
- Велкы Тисы 317 ха
- Рибњак Заблатскы 305 ха
- Катран 246 ха
- Стаковско језеро 241 ха
- Велка Холна 230 ха
- Свијет 201.5 ха
- Аспен

### Екологија
Највеће заштићено природно подручје је Шумава, као заштићено и као заштићено пејзажно подручје и и национални парк. Ово подручје је и део прекограничног резервата биосфере Шумава - Баварска шума.
Други важан резерват биосфере је регион Требош.
Мање познати резервати природе су Новохрадске планине и заштићени предео шуме Бланскы .
Постоје и многа друга подручја у Јужној Чешкој која су заштићена, али су то већим делом мале површине.

## Два века промена културног пејзажа
На основу истраживања спроведеног у Јужночешкој регији у јужном делу Чешке, установљено је да је током последњих скоро два века постоје значајне разлике у културном пејзажу које су делимично упоредив са земљама у окружењу, у средњоевропском региону. Уназад скоро два века на овом простору долази до опадања површина које се користе за пољопривредну производњу, посебно у областима које су неповољније за пољопривреду. Овај тренд је такође изражен иако у мањој мери и у областима са бољим природним условима, али су разлози веома различити.
У регионима за узгој крмива, постојао је притисак да се мање приступачне површине претворе у површине за мање интензивну употребу, која се огледа у стварном коришћењу земљишта. Локације некадашњих ораница биле су административно пренете у друга подручја и потом препуштена спонтаној сукцесији или затравњавању, па се не користи даље. Овај феномен је јединствен у поређењу са другим земљама у окружењу.
Преостале обрадиве површине на крмним површинама нестајале су постепено, посебно око 2000. године, када су многе површине претворене у травњаке под субвенцијама. Оне су стабилније у подручја са интензивнијом пољопривредом (површине за производњу кромпира и житарица). Међутим, на овим подручјима је такође, евидентан стабилан тренд ка смањењу удела интензивно обрађиваних обрадивих површина. Пад је последица све веће урбанизације подручја и стабилизације делова виших предела у виду проширења шумског покривача, као и водених површине, на пример, намењених за борбу против суше.

## Становништво
Јужночешки регион је имао најмању густину насељености од свих региона Чешке Републике. Почетком 2019 године регион је имао  714.359 становника, односно 63 становника по км2. Најмногољуднији округ је округ Ческе Будјејовице, у којима живи скоро 30% становништва региона (195 хиљада), што је углавном последица концентрације у самом граду Ческе Будјејовице, где живи 94 хиљаде људи.  Супротно томе, најмање насељен је округ Прахатица (са 50 хиљада становника).

### Највећи градови
Градови са више од 5.000 становника:
| Град                | Становништво (1.1.2020) |
| ------------------- | ----------------------- |
| Чешка Будејовице    | 94 463                  |
| Камп                | 34 277                  |
| Песак               | 30 415                  |
| Страконице          | 22 646                  |
| Јиндрицхув Храдец   | 21 419                  |
| Чешки Крумлов       | 12 981                  |
| Працхатице          | 10 840                  |
| Милевско            | 8 280                   |
| Требон              | 8 217                   |
| Тын над Влтавоу     | 7 960                   |
| Вимперк             | 7 440                   |
| Дачице              | 7 288                   |
| Капеле              | 7 282                   |
| Сезимово Усти       | 7 221                   |
| Воднани             | 7 028                   |
| Собеслав            | 6 907                   |
| Блатна              | 6 573                   |
| Весели над Лужници  | 6 361                   |
| Хлубока над Влтавоу | 5 419                   |
| Маркет Пигс         | 5 207                   |
| Бецхине             | 5 016                   |

## Привреда
Јужночешки регион није превише богат минералима. Преовлађује шљунак, грађевински камен, цигласрка глина и, у ограниченој мери, керамичка глина, кречњак и графит. Значајни природни ресурси су шуме које заузимају више од трећине површине региона (37%). Стога су у прошлости шумарство и дрвна индустрија имали велику важност за Јужночешком региону. Због наслага кварца и кварцног песка овде је успостављена и индустрија стакла. Други важан сектор био је рибарство и пољопривреда. Међутим, природни услови и удаљеност нису дозволили стварање довољне транспортне инфраструктуре, што је ометало даљи раст постојећих индустрија и кочило развој нових индустрија (папирна индустрија). Недовољни услови за развој индустрије са собом су донели и заостајања у другим областима - попут образовања. Ова ситуација се променила појавом електричне енергије и могућношћу њене масовне употребе. Индустрија је почела више да се развија. Највише индустријске производње концентрисано је у околини Ческе Будејовице, Страконице и града Писек. Преостали део Јужночешке регије остао је пољопривредно оријентисан.
Незапосленост у региону износила је 1,89% (закључно са 30. септембром 2019. године).

### Индустрија
После 1948. Јужночешки регион је почео да гради компаније усредсређене првенствено на машинску индустрију (Мотор Ческе Будејовице, ЗВВЗ Милевско, ЧЗ Страконице, ...). Изградња индустрије и наставио локалне традиције, посебно у развоју обраду дрвета (ЈИТОНА Собеслав, Јихоческе древарске заводи), текстилна (Јитекс Писек, Отаван Требон, Шумаван Вимперк, Јитка в Јиндрицхув Храдец, Фезко Страконице) и прехрамбеној индустрији (Јихоческе млекарни).
На дистрибуцију индустријских и комерцијалних подручја у Јужночешкој регији тренутно утиче традиција индустријске производње у урбаним центрима. Недавно је улогу одиграо и географски положај у близини економски развијених земаља - Аустрије и Немачке. Индустријска производња концентрисана је углавном у агломерацији Ческе Будејовице и у  окрузима Табор и Страконице. Превладава прерађивачка индустрија (производња транспортне опреме, машина, опреме и електротехнике, производња прехрамбених производа и пића, текстила и одеће). Нови енергетски центар је нуклеарна електрана Темелин .

### Пољопривреда
Упркос врло снажним индустријским утицајима, примарни сектор (пољопривреда, шумарство и рибарство) и даље игра важну улогу - Јужночешка регија има други највећи удео запослености у пољопривреди после Височине (8,9%). Пољопривреда Јужночешке регије усредсређена је на узгој житарица, уљарица (уљане репице), кромпира и воћа (трешања, јабука, рибизла, шљива). Узгој говеда, живине и свиња важан је у животињској производњи. Узгој рибњака има дугу традицију у Јужночешкој регији. Узгој рибе на 25.000 ха водених површина представља половину производње у целој Чешкој. Значајна је производња дрвета, нарочито смрче, али и бора (Требонско).

### Туризам
Јужночешки регион постаје важно туристичко и рекреацијско подручје. Последњих година туризам бележи највећи пораст удела пословних активности у региону. Јужночешка регија има 2. највећи смештајни капацитет после Прага (47.929 кревета) и четврта је најпосећенија регија у Чешкој од стране туриста (после Прага, Јужноморавске регије и регије Храдец Кралове).
Туристичка заједница Јужне Чешке (ЈЦЦР) као доприносна организацијаЈужночешки регион игра важну улогу у координацији и управљању туризмом у региону. Његов развој започео је 1994. године, када су градови Ческе Будејовице, Працхатице, Табор и Требон основани као интересно удружење градова за подршку туризму на југу Чешке. Од 2009. године делује као сарадничка организација Јужночешке регије и користи субвенције, доприносе и грантове из различитих извора за подршку туризму, кроз који ствара туристичке производе, развија туристичку инфраструктуру, културу у региону и сарадњу са пограничним регионима Горње и Доње Аустрије. Баварска. ЈЦЦР представља регион на домаћим туристичким изложбама и сајмовима, управља званичним информационим системом за туризам регије Јужне Чешке и непрестано га проширује тренутним подацима. Од јуна 2015. године директор ЈЦЦР-а је Инг. Јаромир Полашек.

#### Историјски споменици и туристичка места
У Јужночешкој регији постоји низ историјски вредних споменика и свеобухватних урбаних подручја заштите. Центар Чески Крумлов Чак је уписан на Листу свјетске природне и културне баштине Лист .
Такође постоје многи дворци и дворци. Туристе привлаче и манастир у Виши Броду и манастир Милевскы, који је најстарији манастир у јужној Чешкој.
На селу можете пронаћи бројна живописна села са типичним цигланим зградама јужночешке народне архитектуре - такозваним сеоским бароком. У Јужночешкој регији постоји 16 сеоских резервата . Једна од њих, Холашовице, такође је уписана на списак Унеска.

### Урбана заштићена подручја
- Чешка Будјејовице
- Чешки Крумлов
- Јиндрицхув Храдец
- Працхатице
- Славонице
- Собеслав
- Камп

### Замкови
- Бецхине
- Блатна
- Цервена Лхота
- Чешки Крумлов
- Дачице
- Хлубока над Влтавоу
- Јиндрицхув Храдец
- Кози Храдек
- Пастиме
- Ландштејн
- Нове Хради
- Орлик над Влтавоу
- Рожмберк над Влтавоу
- Стадлец над Лужници
- Страконице
- Страж над Нежаркоу
- Требон
- Вимперк
- Звиков

## Саобраћај
Саобраћајна инфраструктура је дуго била једна од слабости регије Јужночешког региона. Мало је квалитетних путева и аутопутева (због чега много људи страда у саобраћајним несрећама) и ефикасног железничког транспорта.
Кроз регион пролазе:
- важни међународни пут и железнички коридор север-југ од  Прага до Аустрије;
- магистрална пруга Ческе Будјејовице  - Плзен .

## Историјски развој

### Пре појаве региона
Подручје јужне Чешке, које се у великој мери поклапа са територијом данашње Јужночешког краја, развијало се од праисторије до раног средњег века (због природних услова) релативно независно, па су се култура и живот становника разликовали од околног света . Један од типичних карактеристика је хумка за сахране, која и даље постоји чак и са променом култура .
Економске активности које су утицале на насељавање подручја углавном су биле трговина и вађење сировина - на пример, злата. На пољу код Модлешовица откривени су најстарији трагови људског присуства, који потичу из времена културе Кновиз.
О постојању најстаријих насеља мезолитских ловаца и рибара сведоче археолошки налази, с краја млађег каменог доба и средњег каменог доба (9000–6000. п. н е.), када је подручје западне капије Чешке Будјејовице био врло густо насељено.  Остала насеља била су углавном дуж река Влтаве, Малше, Отаве и Лужнице, јер је у друге пределе углавном било тешко продрети, због непрегледних шума и прашума, а реке и стазе које воде кроз речне долине били су најлакши транспортни пут.
Револуционарне промене десиле су се у 6. миленијуму пре нове ере, када је успостављена пољопривреда, утицале и на Јужночешки басен. У млађем каменом добу (4000–2000. п. н. е.) Јужна Чешка је била слабо насељена.
Почетком бронзаног доба језгро јужне Чешке (као и део западне Чешке) насељавали су људи са хумском културом, који су у то време насељавали и Подунавље.  Мештани су учествовали у транспорту бакра из рудника у Алпима, преко Дунава и дуж Влтаве даље ка северу. На ушћу река Малше у Влтаву вероватно је била жариште овог трговинског пута (1908. године у Сухом Врбном је откривен депо са 230–240 бакарних ингота).
Током културе Кновиз (1200–700. п. н. е.), тежиште насеља јужне Чешке померило се у централни Поотави, у доњу Бланицу и у доњу Лужницу.  Јужни делови Чешке (као и западна Чешка) били су део регије Келта (са језгром у Северним Алпима и Горњем Подунављу), а у 5. веку пре нове ере) такође су постали део ране латенске културе .  У 2. и 1. века пре нове ере било је и Селтик опида Трисов, Звиков, Невезице. На крају века, келтско друштво које је постепено пропадало замењено је ширењем германских племена .
Од 6. до 7. века Словени су почели да продиру на територију данашње Јужночешке регије. Насељавање се постепено одвијало на такав начин да је продор Словена на територију данашње Јужночешке регије онемогућавао неплодни шумовити предео.
Од друге половине 8. века Словени су изградили утврђена упоришта, од којих су многа изграђена на месту некадашњих келтских упоришта - Литорадлице, Нузице, Болетице, Боуди, Цхрештовице, Јама, Храдиште у Либетиц, Храдец у Неметиц или Скочице .
Замак Звиков изнад бране Орлик један је од многих замкова који се налазе у региону. Према Косминој хроници, у 10. веку утврђења Чјенов, Доудлеби и Нетолице нашла су се на територији чешке кнежевске породице Славниковец. Међутим, због непоузданости овог извора, такав обим имања Славник се доводи у питање (вероватно им је припадало само подручје Либицко - Малинска). У сваком случају, најкасније од краја 10. века, територија данашње Јужночешке регије припадала је сфери утицаја кнежевске породице Премислид. У 12. веку Премислид-ови сапутници Витковци стекли су бројне државе у јужној Чешкој као феуд од монарха... Витковци (посебно Рожмберкови) убрзо су изградили такву моћ да је током владавине Премисл Отакар Другог ушли у сукобе са самим краљем, који је настојао да искористи немачку колонизацију (коју су започели његови претходници) и да повеже своје постојеће државе у Чешкој са новостеченим територијама у Аустрији и зато успоставља нова упоришта у до тада ретко насељеном подручју на Чешкој- Аустријској граница.
У 13. веку настала су од првобитних насеља и насеља најстаријих градова: Писек, Јиндрицхув Храдец, Нетолице, Ческе Будјејовице, Нове Хради, Требон и Волине, чије су сачувана историјска језгре данас у већини случајева заштићене као споменици културе.
Хуситска револуција у 15. веку донела је са собом бројне губитке, како људске тако и материјалне. Ипак, због догађаја (успостављање града Табора, Битка код Судомера) повезаних са Хуситима овај период се може описати као један од најважнијих периоди у историји данашње јужночешке регије.
Подручје модерне Соутх Бохемиан Регион постигнут велики значај у 16. веку, углавном захваљујући моћним породицама Рожмберкс, у Господара Храдец и Господара Ландштејн. Други фактор био је развој трговине, који је био повезан са развојем многих градова. Працхатице и Вимперк на Златној стази, као и Ческы Крумлов, Требон, Јиндрицхув Храдец и Славонице, имали су користи од саобраћајног положаја и трговине. У овом веку је такође цветало и рибњак, захваљујући којем је формиран коначни облик јужночешког културног пејзажа. Мочварни неплодни предео јужночешких басена претворен је у опсежни систем бара. То је довело до побољшања микроклиме и економског и стамбеног развоја.
После пропадања у 17. веку (Тридесетогодишњи рат), у 18. и 19. веку догодили су се готово пионирски догађаји. Међутим, осим већих градова, економија је прилично стагнирала. Тада је Влтава каналом Шварценберг била повезана са Дунавом. У 1832, први Коњски пруга са јавног саобраћаја је покренут на европском континенту. Прва електрификована линија у Чешкој (од Табора до Бечиње) започела је са радом 1903. године .
Први светски рат и пораз Аустроугарске донели су са собом независност Чешке и 1918. године успостављање Чехословачке Републике. Тридесетих година 20. века до данашњег економског развоја регије Јужне Чешке и широм бивше Чехословачке негативно се одразила економска криза пореклом из САД која је погодила читаву Европу. Крај 1930-их значио је за Чехословачку републику губитак Судетине у корист нацистичке Немачке и касније стварање Протектората Чешке и Моравске .
Други светски рат и наредни догађаји значајно су допринели савременом развоју данашње Јужночешке регије. Неколико векова јужни део територије насељавали су углавном људи немачког порекла. Током година 1945 - 1947, ово становништво је расељено. Пресељење је проузроковало депопулацију многих подручја на чешко-аустријским и чешко-немачким границама. Као резултат недовољног пресељења и појаве Гвоздене завесе након наступа комунистичког режима, известан број малих општина, посебно у областима Працхатице и Ческы Крумлов, нестао је . 1. јануара 1949. године, у исто време, ступила је на снагу комунистичка административна реформа у ЧехословачкојУкинуте самоуправне земље и стварање региона под централном управом, који са изузетком моравско- словачке и шлеско- словачке границе више нису поштовали постојеће историјски успостављене границе земаља. Већина територије данашње Јужночешке регије била је инкорпорирана у регију Ческе Будејовице, посебно моравски део у регију Јихлава, а периферна подручја у регију Плзен и Праг. Педесете године 20. века негативно су утицале на начин живота у руралним подручјима широм државе. Насилна колективизацијапољопривреда је у својим последицама значила претварање у велику пољопривредну производњу са врло негативним ефектима на пејзаж и тло. Ово је праћено великим одливом становништва са села у градове. 1. јула 1960. године на снагу је ступила још једна комунистичка административна реформа којом се смањио број региона. Новостворени региони више нису добијали имена по својим центрима, већ према делу историјске државе на коме се налазила већина територија региона. Стога су укинуте регије Ческе Будејовице, Јихлава, Плзен и Праг, а читава територија данашњег региона је инкорпорирана у јужночешки регион, који је, међутим, обухватао и читаву територију округа Пелхримов .. Категоризација насеља са собом је довела даље исељавање мањих општина, које су у основи биле осуђене на постепену трансформацију у викенд насеља без основних грађанских погодности. Изнад свега, могле би се развити централне општине или такозвана насеља која нису од централног трајног значаја. Изградња пољопривредних зграда великог капацитета и архитектонски потпуно неприкладних стамбених и културних кућа негативно се одразила на изглед већине општина. Овакав развој догађаја пратио је губитак односа већине сеоског становништва према земљи и распадање сеоске заједнице са њеним обичајима.
У периоду после новембра 1989штета која се овде догодила последњих деценија постепено се санира на селу. Укидањем категоризације насеља долази до постепеног повратка живота у мања села. Упркос недостатку средстава, лице општина се постепено мења набоље, куће и путеви се поправљају, обнавља се зеленило, гасификују насеља, обнављају изворни народни обичаји итд. Међутим, ово је дуго процес и окружење и потенцијал људи који овде живе. На крају, али не најмање важно, такође је важна способност да се извуку субвенције из програма који постоје и који ће бити доступни. Чињеница да постоји постепено удруживање општина у микрорегије и успостављање партнерстава са општинама у суседним земљама повезано са разменом искустава такође може помоћи. Због чињенице, да се Јужночешка област граничи са Аустријом и Савезном Републиком Немачком, током хладног рата сматране су више заштитном зоном. Током овог периода, бројна подручја су била релативно густо распоређена на територији данашње Јужночешке регијевојни гарнизони. Становници подручја у непосредној близини границе расељени су или пресељени, а многа мала села сравњена су са земљом.
Током 1990-их војни гарнизони су постепено прекидани. Многе бивше војне зграде пренете су у власништво градова или општина. Прекид рада посада донио је губитак могућности за посао. Због ове чињенице градови у којима је требало укинути посаде развили су активности усмерене на очување тих посада. Због присуства војних гарнизона у градовима, створена су читава панелна насеља за војнике и њихове породице. Тренутно су нека од ових стамбених насеља дуже од радног века, неопходно је реконструисати их у блиској будућности.

### Оснивање крајева
Регија Чешке Будјејовице основана је заједно са осталим самоуправним регионима на основу члана 99. и даље Устава Чешке Републике Уставним актом бр. 347/1997. Крајеви су дефинитивно основани 1. јануара 2000. године, и стекли су самоуправне надлежности на основу Закона бр. 129/2000, О регионима (регионална управа), 12. новембра 2000. године, када су одржани први избори за њихова новооснована већа.
Ова регионална подела слична је регионим поделама у периоду 1948–1960., која је била Успостављена Законом бр. 280/1948. Изменом Уставног закона бр. 176/2001 Регион Будјејовице преименован је у Јужночешки крај, а истовремено су преименована још три региона. Садашњи назив самоуправне Јужночешки крај је, према томе, идентичан називу територијалне Јужночешке регије, која је, међутим, била већа по површини.
Према новој подели, из 2000. године Чешка Република је подељена на 13 крајева и један главни град (чеш. hlavní město).
| Ред | Назив краја          | Чешки назив          | Број ст. 2004. год. | Површина у км² | Густина нас. | Главни град       |
| --- | -------------------- | -------------------- | ------------------- | -------------- | ------------ | ----------------- |
| 1.  | Град град Праг       | Hlavní město Praha   | 1.170.571           | 2.360          | 496          | Праг              |
| 2.  | Средњочешки крај     | Středočeský kraj     | 1.144.071           | 11.015         | 104          | Праг              |
| 3.  | Јужночешки крај      | Jihočeský kraj       | 625.712             | 10.057         | 62           | Чешке Будјејовице |
| 4.  | Плзењски крај        | Plzeňský kraj        | 549.618             | 7.561          | 73           | Плзењ             |
| 5.  | Карловарски крај     | Karlovarský kraj     | 304.588             | 3.315          | 92           | Карлове Вари      |
| 6.  | Устечки крај         | Ústecký kraj         | 822.133             | 5.335          | 154          | Усти на Лаби      |
| 7.  | Либеречки крај       | Liberecký kraj       | 427.563             | 3.163          | 135          | Либерец           |
| 8.  | Краловехрадечки крај | Královéhradecký kraj | 547.296             | 4.758          | 115          | Храдец Кралове    |
| 9.  | Пардубички крај      | Pardubický kraj      | 505.285             | 4.519          | 112          | Пардубице         |
| 10. | Крај Височина        | Kraj Vysočina        | 517.153             | 6.926          | 75           | Јихлава           |
| 11. | Оломоуцки крај       | Olomoucký kraj       | 635.126             | 5.159          | 123          | Оломоуц           |
| 12. | Моравскошлески крај  | Moravskoslezský kraj | 1.257.554           | 5.535          | 227          | Острава           |
| 13. | Јужноморавски крај   | Jihomoravský kraj    | 1.123.201           | 7.067          | 159          | Брно              |
| 14. | Злински крај         | Zlínský kraj         | 590.706             | 3.964          | 149          | Злин              |